# 圭山镇
圭山镇，是中国云南省昆明市石林彝族自治县下辖的一个镇。位于石林县城东南部，距县城38千米。

## 历史沿革
圭山镇原是亩竹箐乡，1950年设矣维哨乡，1956年属圭山区，1972年设亩竹箐公社，1984年改区，1988年置乡。2006年撤销亩竹箐乡，所辖亩竹箐、红路口、水补衣、小板田、矣维哨、法块6个行政村划归圭山乡管辖；将圭山乡所辖海宜、乍龙2个行政村划归维则乡（现长湖镇）管辖；将行政区划调整后的圭山乡改设为圭山镇，辖14个行政村。

## 行政区划
圭山镇共辖14个行政村，53个自然村。镇政府驻亩竹箐村。
现辖：
海邑村、额冲衣村、糯黑村、当甸村、尾乍黑村、小圭山村、和合村、普拉河村、矣维哨村、法块村、红路口村、水补衣村、小板田村和蝴蝶村。

## 产业
全镇总面积370.36平方千米，有耕地面积40876.1亩，森林覆盖率为62.4%，草地及宜林荒山5518.5亩。圭山镇以养殖、种植、酿酒和烤烟为主要产业。另外圭山山羊、肉猪养殖、海邑酒也有盛名。主产玉米、马铃薯、烤烟、水稻、小麦、大麦、油菜等农作物，党参、当归等药材及鸡纵、牛肝菌、松茸、谷熟菌等野生菌类种类繁多，煤、铁、铅、锌、硫等矿产资源储量丰富。花岗岩、青石等石材分布较广。有火把节等彝族节日。
圭山是云南东部佛教名山、国家级森林公园。边纵司令朱家璧曾带领边纵小分队在圭山镇圭山、糯斗一带开展游击战争，现圭山上埋有朱家璧骨灰，并设有革命历史纪念碑。

## 中国传统村落
2013年8月，糯黑村被评为第二批中国传统村落。